# NGC 6019
NGC 6019 est une galaxie elliptique située dans la constellation du Dragon. Sa vitesse par rapport au fond diffus cosmologique est de 8 492 ± 1 km/s, ce qui correspond à une distance de Hubble de 125,3 ± 8,8 Mpc (∼409 millions d'al). NGC 6019 a été découverte par l'astronome américain Lewis Swift en 1886.